# Zhuang Zedong
Zhuang Zedong, född den 25 augusti 1940 i Yangzhou, Kina, död 10 februari 2013, var en kinesisk bordtennisspelare.
Vid världsmästerskapen i bordtennis 1965 i Ljubljana tog han VM-guld i herrlag, VM-guld i herrsingel och VM-guld i herrdubbel.
Sex år senare vid världsmästerskapen i bordtennis 1971 i Nagoya tog han VM-guld i herrlag och VM-silver i herrdubbel.